# ماريا غالو
ماريا غالو (بالإسبانية: Maria Gallo)‏ هي لاعبة اتحاد الرغبي كندية وأرجنتينية، ولدت في 21 سبتمبر 1977 في الأرجنتين.